# Aloe trichosantha
Aloe trichosantha é uma espécie de liliopsida do gênero Aloe, pertencente à família Asphodelaceae.